# Portal Miralles

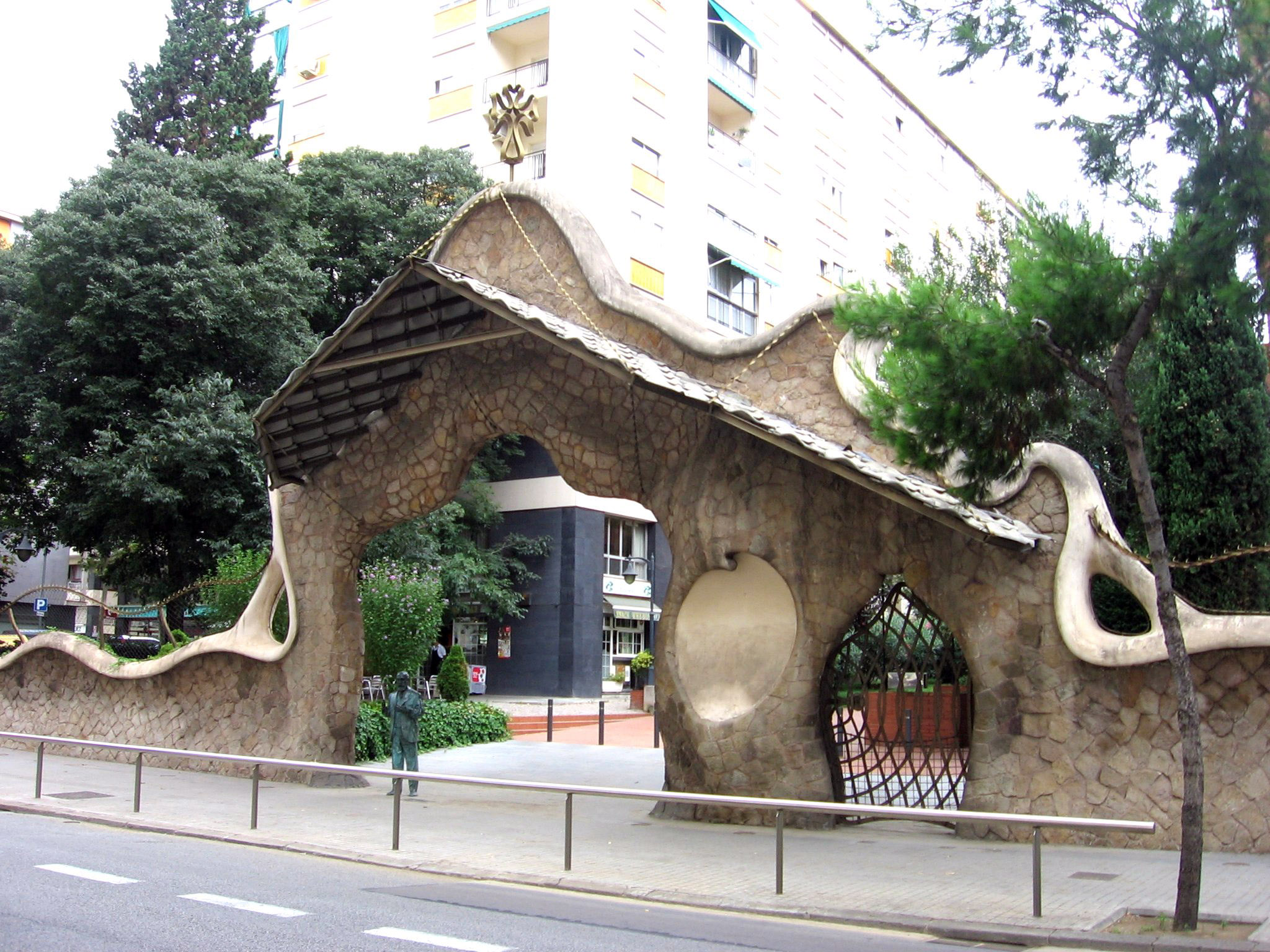
Portal Miralles

O Portal Miralles, situado no número 55-57 do Passeig Manuel Girona em Barcelona, foi uma obra realizada em 1901-1902 pelo arquiteto modernista Antoni Gaudí para o impressor Hermenegild Miralles i Anglès, que consistia no muro exterior e na entrada principal da Fazenda Miralles.
Atualmente resta apenas uma parte do muro ondulado em pedra rematado com trencadís branco e grelhas metálicas com espigões no topo, e a entrada principal, um grande arco lobulado coroado por uma cruz gaudíniana de quatro braços em ferro forjado, com um alpendre e uma pequena porta de homem em ferro forjado.
Em 2008 foi nomeado Monumento Histórico Artístico de Espanha.

## A Antoni Gaudí
Em 1999 foi colocada sob o arco da entrada do Portal Miralles uma escultura intitulada A Antoni Gaudí, criada pelo escultor catalão Joaquim Camps. Trata-se de uma obra realista em tamanho natural feita em bronze, destinada a homenagear o arquiteto catalão.
Antes de ser colocada em exibição permanente, a obra foi abençoada pelo padre Lluís Bonet diante do Templo Expiatório da Sagrada Família em 8 de outubro de 1999, onde permaneceu durante cinco dias antes de ser movida para o Portal Miralles. A obra foi inaugurada no dia 13 de novembro de 1999 diante do alcaide da cidade, Joan Clos, e do vice-alcaide, Jordi Portabella.